# إيليوكاريس حلو
الإيليوكاريس الحلو (بالإنجليزية: Eleocharis dulcis)‏ أو كستناء الماء الصينية  أو أيضا كستناء الماء (نسبة لتشابه شكل ولون ثمارها مع فاكهة الكستناء)، هو نبات مائي يتبع جنس السعادى من الفصيلة السعدية. يمكن إيجاد هذا النوع النباتي في عدة مناطق من العالم في كل من آسيا (الصين، اليابان، الهند، الفلبين، إلخ)، وأستراليا، وأفريقيا الاستوائية وجزر مختلفة أخرى في المحيط الهادئ والمحيط الهندي. بالإضافة إلى بلدان عديدة أخرى، يتم فيها زراعة هذا النوع النباتي بغرض الاستهلاك.
كستناء الماء وعلى عكس ما يشير له اسمها لا تنتمي بتاتا لصنف المكسرات، بل إلى الخضروات المائية التي تنمو في الأهوار، تحت الماء وفي الوحل. تمتلك نبتة كستناء الماء أوراقا خضراء أنبوبية الشكل يمكنها النمو إلى ارتفاع يفوق المتر.
تحتوي ثمرة (كورمة) كستناء الماء الصغيرة المستديرة على لب أبيض ناصع، يمكن أن يؤكل نيئا أو مغليا قليلاً أو مشويا، وغالبا ما يكون مخللا أو معلبا. كستناء الماء هي واحدة من أكثر العناصر شعبية في الأطباق الصينية. في الصين، غالبا ما تؤكل نيئة، ومحلاة أحيانا. كما يمكن أيضا طحنها في شكل طحين يتم استخدامه في صنع كعكة كستناء الماء، كجزء من أطباق مطبخ الديم سم الصيني. على خلاف أنواع أخرى من الخضروات تبقى كستناء الماء طرية حتى بعد طهيها أو تعليبها، ذلك أن جدرانها الخلوية تبقى مع ذلك مرتبطة ببعضها البعض، هذا بالإضافة إلى مركبات فينولية معينة تزيد من تعزيزها، مثل أوليغوميرات حمض الفريوليك. وهي الخاصية التي تشترك فيها مع خضروات أخرى تحافظ من خلالها على طراوتها بهذه الطريقة، بما في ذلك السعد اللذيذ وجذر اللوتس. تحتوي الثمار على مركب البوخين (puchiin) الذي له خصائص المضادات الحيوية،  والذي يكون مستقرا عند درجات الحرارة المرتفعة. بصرف النظر عن الكرمات الصالحة للأكل، يمكن أيضا استخدام الأوراق لتغذية الماشية أو كغطاء عضوي وقائي أو حتى كسماد.
كورمات كستناء الماء هي غنية بالكربوهيدرات (حوالي 90 في المائة من الوزن الجاف)، بصفة خاصة النشا (حوالي 60٪ بالوزن الجاف)، وهي أيضًا مصدر جيد لألياف الغذائية، وفيتامين ب2، وفيتامين ب6 بالإضافة إلى البوتاسيوم والنحاس والمنغنيز.

## الوصف

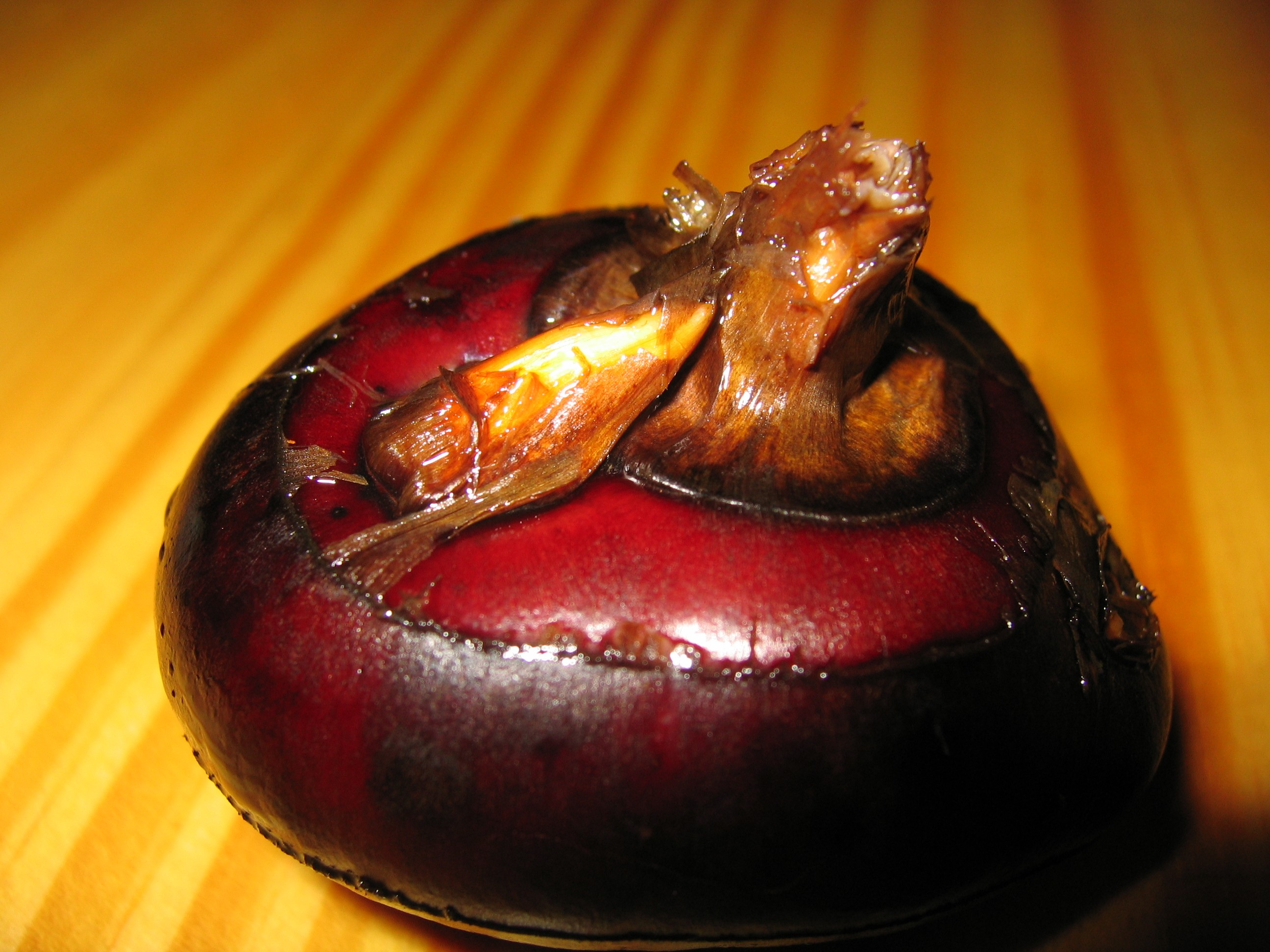
كورمة نبات كستناء الماء.

يصنف نبات كستناء الماء على أنه نبات مائي معمر. لديه حوالي أربعة إلى ستة أوراق في شكل رماح منتصبة، يمكن أن تصل إلى ارتفاع 1.5 متر. هذه الأوراق هي مستطيلة الشكل وأسطوانية، يتراوح قطرها ما بين 3 إلى 7 مم. تختزل الأوراق إلى ثلاث أو أربع أوراق قاعدية بنية أو سوداء. خلال موسم الأزهار، تنبثق في نهاية الرماح زهور صغيرة، يبلغ طولها من 1.5 إلى 4 سم وعرضها 6 و7 ملم. الجذور خيطية الشكل تنتهي عند أطرافها بكورمات تحت أرضية بطول 2.5 إلى 4 سم. تتميز المنطقة الداخلية لكل جعثن (كرمة) بلون أبيض، ومحتوى يتوفر حوالي 80 في المائة منه على الماء، محاطة بجلد متقشرة بسمك 0.75 ملم. على هذه الكورمات تنبثق براعم مخروطية.
بخلاف الإنسان، يمكن لبعض الطيور المائية أيضا مثل الإوز الثرثار (Anseranas semipalmata) استهلاك كورمات كستناء الماء.

## المذاق
تتميز الكستناء الماء النيئة بمذاق حلو بعض الشئ وكثير القرمشة. تمتلك كستناء الماء المغلية قواما متماسك ومقرمش نوعا ما، مع نكهة خفيفة جوزية بعض الشئ يمكن التحكم فيها بسهولة عن طريق إضافة التوابل أو الصلصات التي تقديم معها أو تطهى بها. حيث يتم في الغالب مزجها مع براعم الخيزران والكزبرة والزنجبيل وزيت السمسم والبزلاء. في هذا الجانب فإن أطباق الخضروات المطهوة على البخار أو المقلية تحتوي في غالب الأحيان على كستناء الماء. كما وتستخدم أيضا في غالب الأحيان في أطباق المعكرونة أو الأرز.

## الاستزراع
يزرع هذا النبات المائي بشكل رئيسي في مياه راكدة في تايلاند وجنوب الصين وتايوان واليابان والفلبين والهند. الزراعة خارج هذه المناطق حساسة للغاية، حيث أن نبات كستناء الماء يحتاج إلى فترة ضوئية معينة، توجد فقط بالقرب من خط الاستواء. بخلاف ذلك، ينخفض العائد إلى مستويات يجعلها غير مؤهلة لأن تكون محصولا لغرض غذائي. يستزرع كستناء الماء أيضا في جنوب شرق وجنوب غرب أستراليا، حيث يتوفر كمنتج طازج خلال الفترة الممتدة من يونيو إلى غاية نوفمبر. خارج هذه الفترة، يمكن العثور عليها مجمدة أو معلبة.
عرف الإنتاج العالمي انخفاظا ملحوظا خلال سنوات التسعينات. نتيجة لذلك، في اليابان مثلا، انتقل الإنتاج من حالي 1600 طن في عام 1984 إلى 1200 طن بحلول سنة 1992. في تايوان هي الأخرى، انتقل الرقم من 1200 طن سنة 1992 إلى 860 طن في في سنة 1995. بحلول سنة 1997 بلغ الإنتاج الأسترالي من كستناء الماء حوالي 20 طنا.

### تغذية النبات
إضافة النيتروجين مفيد لانتاجية كستناء الماء، عن طريق تطعيم هذه الأخيرة بجرعة من النيتروجين قبل الغرس وجرعة أخرى عندما تبدأ الكورمات في النمو. لزيادة مستوى المغذيات أكثر، يمكن أيضا استخدام الأسمدة المعدنية الغنية بالبوتاسيوم والفوسفور قبل البدء في الزراعة. بالإضافة إلى ذلك، فإن المهاد العضوي، يمكنه أن يعطي هو الآخر نتائج جيدة.

### الحصاد
بمجرد أن تتحول الكورمات إلى اللون البني الداكن، يجب أن يتم حصادها. إذا تركت في التربة بعد هذا الوقت، فإن الكورمات ستصبح أكثر حلاوة، لكن مدة صلاحيتها ستنخفض. يمكن حصاد هذه الكورمات باستخدام حاصدة معدلة لهذا الغرض بعد تجفيف الحقل من المياه. بدلا من ذلك، يمكن أيضا استخدام «حصادة شفط المياه» دون الحاجة لتفريغ الحقل. بمجرد جفاف الكورمات بعد الحصد يجب غسلها وتنظيفها.

### الغلة
يقدر العائد الذي يمكن جنيه من كل نبتة بحوالي 2.3 كجم في الموسم. في الصين، يتراوح عائد الهكتار الواحد من كستناء الماء ما بين 20 و 40 طن. بينما في الولايات المتحدة قد يتراوح هذا الرقم ما بين 47 و85 طن للهكتار الواحد.

### التخزين
لضمان تخزين أفضل لكورمات كستناء الماء المحصودة يجب وضعها عند درجة حرارة تبلغ 4 درجات مئوية. في ظل هذه الظروف، يتم تقليل عملية فقدان الماء عن طريق النتح الذي يؤدي إلى فقدان الوزن. كما سيؤخر عملية الإنبات ويقلل من الأضرار الناجمة عن الجروح الصغيرة. بصفة عامة لاينبغي تخزين الكورمات في درجات حرارة أعلى من 13.6 درجة مئوية، وإلا فإنها ستبدأ فورا في التبرعم. في حالة ما إذا كانت هناك حاجة إلى تخزين ثمار كستناء الماء لفترة أطول، فيمكن الاحتفاظ بها في محلول هيبوكلوريت الصوديوم.

### الآفات
بصفة عامة، كستناء الماء الصينية ليست عرضة للآفات في الغالب. ومع ذلك، يمكن لبعض الحيوانات والفطريات مهاجمتها وإلحاق الضرر بها: الطيور المائية على سبيل المثال يمكن تلحق أضرارا بالسيقان والكورمات، خاصة عندما تكون النبتة لاتزال يافعة. وبالمثل، يمكن أيضا للقوارض وكذا حيوانات الرعي أن تشكل تهديدا لكستناء الماء، لكنها وبخلاف الطيور يمكن تجنب أضرارها عن طريق غمر الحقل بالمياه. يرقات الذباب (Trichoptera sp) ويرقات اليسروع التي تتغذى على الأوراق يمكنها أيضا التغذي على سيقان كستناء الماء. مع ذلك، وما لم يحدث تساقط الأوراق بالكامل تحت خط الماء، يمكن للنبات عادة تحمل هذا الضرر. تتغذى اليرقات النباتية (الفلقورية) والحشرات القشرية على نسغ من النبات ويمكن أن تسبب لها الموت في وقت لاحق. بالإضافة إلى دلك هناك أنواع فطرية أخرى يمكنها أيضا مهاجمة كستناء الماء. في المناخات الأكثر دفئا، تكون نبتة كستناء الماء عرضة لمرض الصدأ بسبب فطريات الصدأ "Uromyces"،  فيما تتسبب ال "Cylindrosporium eleocharidis" في اصابة النبات بآفة اللفحة.